# Obana vagipennata
Obana vagipennata là một loài bướm đêm trong họ Noctuidae.